# Dião Cássio
Dião Cássio (c. 165), também conhecido como Cássio Dio, Lúcio Cássio Dião, ou Dio Cássio (em grego clássico: Δίων Κάσσιος), foi um senador e historiador romano de origem materna grega. É o autor de 80 volumes da história da Roma Antiga, começando com a chegada de Eneias na Itália e documento a subsequente fundação de Roma (753 a.C.), a formação da República (509 a.C.), e a criação do Império (27 a.C.) até 229 d.C., durante o reinado de Severo Alexandre. Escrita em grego coiné ao longo de 22 anos, a obra de Dião cobre aproximadamente mil anos de história.
Muitos de seus livros sobreviveram intactos, junto com resumos editados por autores posteriores como Xifilino, um monge bizantino do século XI, e Zonaras, um cronista bizantino do século XII.

## Biografia
Lúcio Cássio Dião era filho de Cássio Aproniano, um senador romano e membro da gens Cassia, que nasceu e foi criado em Niceia na Bitínia. A tradição bizantina sustenta que a mãe de Dião era filha ou irmã do orador e filósofo grego Dião Crisóstomo; no entanto, essa relação tem sido contestada. Embora Dião fosse um cidadão romano, ele escreveu em grego. Dião sempre manteve amor por sua cidade natal de Niceia, chamando-a de "minha casa", em oposição à sua descrição de sua vila em Cápua, Itália ("o lugar onde passo meu tempo sempre que estou na Itália").
Durante a maior parte de sua vida, Dião foi membro do serviço público. Foi senador sob Cômodo e governador de Esmirna após a morte de Septímio Severo; tornou-se cônsul sufecto aproximadamente no ano 205. Dião também foi procônsul na África e Panônia. Severo Alexandre tinha Dião na mais alta estima e o renomeou para o cargo de cônsul em 229. Após seu segundo consulado, em seus últimos anos, Dião retornou à sua Bitínia natal, onde por fim morreu.
Dião era avô ou bisavô de Cássio Dião, cônsul em 291.

## História Romana
Dião publicou a História Romana (Ῥωμαϊκὴ Ἱστορία, Rhōmaïkḕ Historía) em 80 livros em grego, posteriormente traduzida para o latim. Sobre sua composição, ele escreve o seguinte: "Passei dez anos coletando todas as conquistas dos romanos desde o início até a morte de Severo [211 d.C.], e doze anos a mais compondo minha obra. Quanto aos eventos subsequentes, eles também serão registrados, até qualquer ponto que me seja permitido".
Os livros cobrem um período de aproximadamente 1 400 anos, começando com os contos da mitologia romana da chegada do lendário Eneias na Itália (c. 1200 a.C.) e a fundação de Roma por seu descendente Rômulo (753 a.C.); bem como os eventos históricos das eras republicana e imperial até 229 d.C. A obra é uma das apenas três fontes romanas escritas que documentam a revolta britânica de 60–61 d.C. liderada por Boadicea. Até o primeiro século a.C., Dião fornece apenas um resumo dos eventos; após esse período, suas narrativas tornam-se mais detalhadas.
A obra de Dião tem sido frequentemente depreciada como não confiável e carente de qualquer objetivo político geral. Recentemente, no entanto, alguns estudiosos reavaliaram sua obra e destacaram sua complexidade e interpretações políticas e históricas sofisticadas.

### Levantamento dos livros e fragmentos sobreviventes
Os primeiros 21 livros foram parcialmente reconstruídos com base em fragmentos de outras obras, bem como o epítome do século XII de Joannes Zonaras que usou a História Romana de Dião como fonte principal. A erudição sobre esta parte da obra de Dião é escassa, mas a importância da República Primitiva e do período Régio para a obra geral de Dião foi recentemente sublinhada. Os livros 22 a 35, que são apenas esparsamente cobertos por fragmentos, já estavam perdidos na época de Zonaras.
Os livros que se seguem, livros 36 a 54, estão todos quase completos; eles cobrem o período de 65 a.C. a 12 a.C., ou da campanha oriental de Pompeu e a morte de Mitrídates até a morte de Marco Vipsânio Agripa. O livro 55 contém uma lacuna considerável, enquanto os livros 56 a 60 (que cobrem o período de 9–54 d.C.) estão completos e contêm eventos desde a derrota de Varo na Germânia até a morte de Cláudio.
Dos 20 livros subsequentes da série, restam apenas fragmentos e o parco compêndio de João Xifilino, um monge bizantino do século XI patrocinado pelo imperador Miguel VII Ducas. O compêndio de Xifilino, como agora existe, começa com o livro 35 e continua até o final do livro 80. O último livro cobre o período de 222 a 229 d.C. (a primeira metade do reinado de Alexandre Severo).

### Coleções de fragmentos de livros
Os fragmentos dos primeiros 36 livros foram coletados de quatro formas:
Fragmenta ValesianaFragmentos que foram dispersos por vários escritores, escoliastas, gramáticos e lexicógrafos, e foram coletados por Henri Valois
Fragmenta PeirescianaGrandes extratos, encontrados na seção intitulada "Das Virtudes e Vícios", contidos na coleção, ou biblioteca portátil, compilada por ordem de Constantino VII Porfirogênito. O manuscrito deste pertencia a Nicolas-Claude Fabri de Peiresc.
Fragmenta UrsinianaOs fragmentos dos primeiros 34 livros, preservados na segunda seção da mesma obra de Constantino, intitulada "Das Embaixadas". Estes são conhecidos sob o nome de Fragmenta Ursiniana, já que o manuscrito no qual estão contidos foi encontrado na Sicília por Fulvio Orsini.
Excerpta VaticanaExcerpta Vaticana por Angelo Mai contém fragmentos dos livros 1 a 35 e 61 a 80. Adicionalmente, fragmentos de um continuador desconhecido de Dião (Anonymus post Dionem), geralmente identificado com o historiador do século VI d.C. Pedro o Patrício, estão incluídos; estes datam da época de Constantino. Outros fragmentos de Dião que estão principalmente associados aos primeiros 34 livros foram encontrados por Mai em dois manuscritos do Vaticano; estes contêm uma coleção que foi compilada por Máximo Planudes. Os anais de Joannes Zonaras também contêm numerosos extratos de Dião.

## Publicações

### Livros daHistória Romana
| Livro | Descrição |
| ----- | --- |
| 1     | A Fundação de Roma. |
| 2     | Os sete lendários Reis Romanos. O estupro de Lucrécia e seu suicídio, a Queda da monarquia romana e a transição para uma República.                                                                |
| 3     | A República Romana primitiva. |
| 4     | Luta interna entre plebeus e patrícios. O ditador romano é estabelecido como conceito e cargo. |
| 5     | O Conflito das Ordens, pausado durante tempos de crise. Guerras com os volscos, etruscos, équios, e sabinos, e a traição de Coriolano. As Leis das Doze Tábuas.                                    |
| 6     | A criação dos cargos de tribuno consular e de censor. Guerras com os etruscos, faliscos e com Veios.                                                                                               |
| 7     | Guerra com os gauleses e latinos. O Capitólio sitiado. Golpe fracassado de Marco Mânlio Capitolino. Camilo serve vários mandatos como ditador.                                                     |
| 8     | Guerra é travada com os samnitas e com Cápua. As dívidas do povo são anuladas pelos tribunos. |
| 9     | Guerra é travada com Tarento e Epiro. Epiro é liderado pelo Rei Pirro |
| 10    | Tarento e Epiro são derrotados. Roma intervém em Volsínios apoiando a nobreza. |
| 11    | Primeira Guerra Púnica. Criação da marinha romana. Relato de Régulo |
| 12    | Roma vence a Primeira Guerra Púnica. Guerra é travada com os gauleses, os faliscos, Ligúria, Córsega e Sardenha. Roma inicia intervenção nos assuntos gregos.                                      |
| 13    | Início da Segunda Guerra Púnica. |
| 14    | Segunda Guerra Púnica continua. Fábio Máximo, eleito ditador, persegue uma política de desgaste.                                                                                                   |
| 15    | Segunda Guerra Púnica continua. Batalha de Canas e o Cerco de Siracusa e captura romana de Cápua. Morte de Arquimedes.                                                                             |
| 16    | Segunda Guerra Púnica continua. Sucesso de Cipião na Espanha. |
| 17    | Fim da Segunda Guerra Púnica e vitória romana. |
| 18    | Guerra com Filipe V da Macedônia, Batalha de Cinoscéfalos leva à derrota de Filipe. Os cartagineses incitam os gauleses. Catão, o Antigo e seus escritos.                                          |
| 19    | Relações de Roma com a Grécia continuam. Guerra com Antíoco. Morte de Aníbal no exílio na Bitínia.                                                                                                 |
| 20    | Guerra contra Perseu e Dalmácia. Relações de Roma com Rodes, Capadócia, Egito. |
| 21    | Terceira Guerra Púnica. Cartago e Corinto destruídas. |
| 22‑29 | O escândalo das Bacanais. Guerras na Espanha, e contra os cimbros e márcios. Discussão sobre Tibério Graco.                                                                                        |
| 30‑35 | Início das Guerras Mitridáticas. Guerra civil de Sula. |
| 36    | As campanhas armênias. Campanha de Pompeu contra os piratas |
| 37    | A carreira de Pompeu. Campanhas contra os ibéricos asiáticos, a anexação da Síria e Fenícia, e o Primeiro Triunvirato (Crasso, César e Pompeu).                                                    |
| 38    | Exílio de Cícero. Primeiro consulado de Júlio César. |
| 39    | Guerra Gálica continua. César cruza para a Britânia. Ptolomeu expulso do Egito e restaurado. |
| 40    | Guerra Gálica continua. César cruza para a Britânia uma segunda vez. Crasso é derrotado e morto. Ruptura entre César e Pompeu começa.                                                              |
| 41    | César e seus exércitos cruzam o Rubicão. Batalha de Dirráquio, Batalha de Farsalo, derrota de Pompeu.                                                                                              |
| 42    | Morte de Pompeu. César recebe honras em Roma. |
| 43    | César derrota Cipião e o jovem Gneu Pompeu. Triunfos de César celebrados em Roma. Fundação do Fórum de César. As reformas do calendário juliano são emitidas.                                      |
| 44    | Culto da personalidade de César e seu assassinato. |
| 45    | Herdeiro de César, Otaviano, e seu caráter. O Segundo Triunvirato (Otaviano, Antônio, Lépido). Ruptura entre Antônio e Otaviano, e Cícero.                                                         |
| 46    | Vitória de Otaviano sobre Antônio. |
| 47    | Governo do Terceiro Triunvirato. Derrota de Bruto e Cássio na Batalha de Filipos. |
| 48    | Terceiro Triunvirato continua. Otaviano e Antônio se aliam com, depois derrotam Sexto Pompeu. |
| 49    | Otaviano derrota Sexto Pompeu e priva Lépido de seu exército e poderes. Derrota de Antônio contra os partos. Otaviano conquista a Panônia. Roma adquire a Mauritânia.                              |
| 50    | Otaviano e Antônio lutam entre si, o último é decisivamente derrotado na batalha de Ácio. |
| 51    | Antônio e Cleópatra. Suicídio de Antônio. Otaviano conquista o Egito. |
| 52    | Otaviano se prepara para se tornar o único governante de Roma. |
| 53    | Otaviano torna-se o único governante de Roma, e ao fazê-lo inaugura o período imperial. Organização da administração provincial é discutida.                                                       |
| 54    | Consolidação do poder por Otaviano, agora chamado Augusto. O domínio romano se estende à Récia, Nórico, os Alpes Marítimos e o Quersoneso.                                                         |
| 55    | Dedicação do Recinto de Lívia, do Campo de Agripa, do Dibitório, do Templo de Marte. Tibério se retira para Rodes. Os herdeiros de Augusto morrem jovens. A Imperatriz Lívia cresce em influência. |
| 56    | O Desastre de Varo. Dedicação do Templo da Concórdia e do Pórtico de Lívia. Morte de Augusto e seu funeral.                                                                                        |
| 57    | Tibério assume o imperium, seu reinado e caráter. Capadócia torna-se romana. Mortes de Druso e Germânico César.                                                                                    |
| 58    | Ascensão e queda de Sejano. Continuação do reinado de Tibério, sua consolidação do poder, e sua morte.                                                                                             |
| 59    | Ascensão e reinado de Calígula. |
| 60-61 | Ascensão e reinado de Cláudio. Britânia conquistada. Cláudio morre, envenenado por sua esposa Agripina. Nero assume o imperium.                                                                    |
| 62    | Agripina, a Jovem é executada. O reinado de Nero inclui a revolta de Boadiceia e o Grande Incêndio de Roma. Domício Córbulo conquista a Armênia. Conspiração e suicídio de Sêneca.                 |
| 63    | Reinado de Nero continua, e seu suicídio. Vespasiano inicia a Primeira Guerra Judaico-Romana. Os breves reinados de Galba e Otão.                                                                  |
| 64    | O reinado de Vitélio. |
| 65    | Reinado de Vespasiano. Seu filho Tito captura Jerusalém e destrói o Segundo Templo, vencendo a Primeira Guerra Judaica. Vespasiano subjuga o Egito. Templo de Júpiter Capitolino reconstruído.     |
| 66    | Após a morte de Vespasiano, Tito assume o imperium por dois anos e seu reinado. A erupção do Vesúvio que soterrou Pompeia.                                                                         |
| 67    | O reinado e caráter de Domiciano. |
| 68    | O breve reinado de Nerva. Reinado de Trajano. As Guerras Dácias terminam em vitória romana. Campanhas bem-sucedidas na Armênia e Pártia. Um grande terremoto centrado em Antioquia. Trajano morre. |
| 69    | Filho adotivo de Trajano, Adriano, sucede ao trono. Seu caráter e interesses. Antínoo. Adriano suprime brutalmente a Revolta de Bar Kokhba. Doença prolongada e morte de Adriano.                  |
| 70    | O reinado de Antonino Pio. |
| 71    | Marco Aurélio assume o imperium. A guerra contra Vologeso na Armênica. Técnicas romanas de construção de pontes são discutidas.                                                                    |
| 72    | Guerras contra os marcomanos e os iázigas. Revolta de Cássio na Síria termina em sua morte. Caráter de Marco Aurélio.                                                                              |
| 73    | O reinado do filho de Marco Aurélio, Cômodo, e seu caráter. Seu assassinato. |
| 74    | O reinado e assassinato de Pertinax. Dídio Juliano ganha o poder comprando-o da Guarda Pretoriana. Reinado de Juliano e seu assassinato.                                                           |
| 75    | Ascensão de Septímio Severo ao imperium e sua supressão de uma rebelião. |
| 76    | Severo derrota Albino. Guerra na Caledônia, e segundo cerco de Hatra na Mesopotâmia: nenhum particularmente bem-sucedido. Poder de Plauciano, prefeito da cidade.                                  |
| 77    | Erupção do Vesúvio. A queda de Plauciano. Campanha e morte de Severo. |
| 78    | Reinado de Caracala como imperador. As guerras que travou, seu caráter e suas matanças em massa de alexandrinos são discutidas.                                                                    |
| 79    | Caracala cai para Macrino. Macrino e seu reinado. Reinado de Macrino primariamente ocupado com guerra civil. Ele é derrubado por Heliogábalo.                                                      |
| 80    | O reinado de Heliogábalo, que é derrubado devido aos seus excessos. Severo Alexandre assume o trono.                                                                                               |